# Едмунд Маскі
Едмунд «Ед» Сікстус Маскі (англ. Edmund Sixtus Ed Muskie; нар. 28 березня 1914 — пом. 26 березня 1996) — американський політик-демократ і державний діяч. Обирався губернатором штату Мен, сенатором. Обіймав посаду Державний секретар США і був кандидатом у віце-президенти США.

## Біографія
Народився в місті Рамфорд у штаті Мен в 1914 році. Батько Едмунда Стефен Марцишевський був кравцем, емігрував до США з Польщі. Він змінив своє прізвище на Маскі, оскільки американцям було складно вимовити його прізвище повністю. Мати Жозефіна Маскі народилася в Буффало в родині польських іммігрантів. Всього у батьків було семеро дітей, з яких вижили шість.
Маскі навчався в коледжі Бейтс в Льюїстоні, де спеціалізувався в історії та управлінні. Під час навчання Маскі був членом команди з дебатів, займався кількома видами спорту і був обраний до студентського самоврядування. Він також підробляв офіціантом під час навчального року, а під час літніх канікул працював у готелі, щоб заробити грошей на навчання додатково до отриманої ним стипендії. Він закінчив коледж Бейтс у 1936 і юридичний факультет Корнельського університету в 1939.
Під час другої світової війни Маскі служив на флоті, дослужившись до лейтенанта. Після війни він відкрив приватну юридичну практику у Вотервілі і одружився з Джейн Грей.
Після війни Маскі працював над розвитком Демократичної партії США у Мені, який традиційно вважався республіканським штатом. У 1947 Маскі намагався обратися мером Вотервіля, але програв вибори. Пізніше він був обраний до палати представників штату, а в 1954 став губернатором. В 1958 році Маскі був обраний до Сенату США, а потім переобраний у 1964, 1970 і 1976. Маскі став одним з перших захисників навколишнього середовища в Сенаті і домагався заходів, спрямованих на зменшення забруднення. На президентських виборах 1968 Маскі був обраний кандидатом у віце-президенти від Демократичної партії, але демократи програли вибори. Маскі продовжував працювати в Конгресі, в 1973—1980 обіймав посаду голови комісії з бюджету.
В 1980 році Едмунд Маскі був призначений президентом Картером на пост державного секретаря після відставки Сайруса Венса. Після того, як Картер програв президентські вибори Рональду Рейгану Маскі пішов у відставку 18 січня 1981.
Після відставки Маскі працював юристом. Помер в 1996 році і був похований на Арлінгтонському національному цвинтарі.
Іменем Едмунда Маскі названа програма міжнародних післядипломних обмінів США.